# 1963 na literatura

## Nascimentos
| Data        | Nome                   | Profissão | Nacionalidade | Observações | Ref |
| ----------- | ---------------------- | --------- | ------------- | ----------- | --- |
| 26 de março | Jorge Machado          | escritor  | Brasil        |             |     |
| 26 de abril | Alexei Bueno           | poeta     | Brasil        |             |     |
| ?? agosto   | Claudia Roquette-Pinto | poetisa   | Brasil        |             |     |

## Mortes
| Data            | Nome                        | Profissão                                                                           | Nacionalidade  | Observações | Ref |
| --------------- | --------------------------- | ----------------------------------------------------------------------------------- | -------------- | ----------- | --- |
| 29 de janeiro   | Robert Frost                | escritor                                                                            | Estados Unidos | n. 1874     |     |
| 11 de fevereiro | Sylvia Plath                | escritora                                                                           | Estados Unidos | n. 1932     |     |
| 31 de março     | João Neves da Fontoura      | político, diplomata e advogado brasileiro, Imortal da Academia Brasileira de Letras | Brasil         | n. 1887     |     |
| 2 de julho      | Bruno de Menezes            | escritor                                                                            | Brasil         | n. 1893     |     |
| 15 de agosto    | Carlos de Ornellas          | jornalista, escritor, empresário e militar                                          | Portugal       | n. 1897     |     |
| 11 de outubro   | Jean Cocteau                | escritor e cineasta                                                                 | França         | n. 1889     |     |
| 4 de novembro   | Carlos Magalhães de Azeredo | diplomata e escritor                                                                | Brasil         | n. 1872     |     |
| 22 de novembro  | Aldous Huxley               | escritor                                                                            | Inglaterra     | n. 1894     |     |
| 22 de novembro  | C.S. Lewis                  | escritor                                                                            | Irlanda        | n. 1898     |     |

## Prémios literários
- Nobel de Literatura - Giorgos Seferis
- Prémio Machado de Assis - Gilberto Freyre